# Upprättelse - en film om interneringslägren
Upprättelse - en film om interneringslägren i Sverige under andra världskriget är en dokumentärfilm av Nils Lundgren, i samarbete med Film i Västerbotten. 
I dokumentären skildras hur interneringen i Sverige av påstått opålitliga element under andra världskriget skedde utan rättegång och utan dom.

## Medverkande
I filmen medverkar bland andra Bertel Croy, Arvid Cronenberg, Per Francke, Greta Francke, Ivar Gustafsson, Gunnar Kieri, Olof Lindberg, Bengt-Erik och Karl Gustav Lindbäck, Karl Molin, Frid Persson, Bengt Segersson (känd spanienfrivillig), Ivar Sundström, Stig Synnergren, Ingemar Tano och Klas Åmark.

## Produktion
Omkring vintern 1999/2000 fick SVT-journalisten Nils Lundgren i uppdrag av SVT Umeå att göra en dokumentär om lägren. Lundgren intervjuade några av de svenskar som hade internerats och som fortfarande var i livet. När Lundgren tre år senare visade SVT den nästan färdiga filmen och skulle boka sändningstid var SVT inte längre intresserade, menade att filmen inte visade något nytt och drog in sitt ekonomiska stöd till projektet.

## Visning
Filmen visades på SVT2 i juli 2005.